# Liste der Monuments historiques in Novillard
Die Liste der Monuments historiques in Novillard führt die Monuments historiques in der französischen Gemeinde Novillard auf.

## Liste der Objekte
| Bezeichnung                                           | Beschreibung          | Standort                       | Kennzeichnung | Schutzstatus | Datum | Bild |
| ----------------------------------------------------- | --------------------- | ------------------------------ | ------------- | ------------ | ----- | ---- |
| Zwei Skulpturen: Heiliger Antonius und heilige Agatha | Holz, 18. Jahrhundert | in der Kirche St-Julien (Lage) | PM90000058    | Classé       | 1977  |      |
| Glocke                                                | Bronze, 1766 gegossen | in der Kirche St-Julien (Lage) | PM90000059    | Classé       | 1977  |      |